# Чечёткина, Мария Стефановна
Мария Стефановна Чечёткина (1924—1998) — трактористка колхоза им. Максима Горького Ливенского района Орловской области РФ, Герой Социалистического Труда.

## Биография
Родилась в 1924 году в селе Казанское Ливенского района. После известного клича Прасковьи Ангелиной «Девушки, на трактор!», окончив школу, пошла учиться на курсы механизаторов и в 1939 году в свои пятнадцать лет комсомолка Маша Чечёткина одной из первых в колхозе стала трактористкой. На своём первом колёсном тракторе без аварийных ремонтов проработала 11 лет, а потом получила гусеничный ДТ-54. Сорок лет проработала на тракторе в родном колхозе. В 1973 году 11 декабря указом Президиума Верховного Совета СССР Марии Стефановне было присвоено звание Героя Социалистического Труда: «За большие заслуги, достигнутые во Всесоюзном социалистическом соревновании и проявленную трудовую доблесть по увеличению производства и продажи государству зерна и других продуктов земледелия» с вручением ордена Ленина и Золотой медали «Серп и Молот». Уже в преклонном возрасте ей выделили квартиру в Ливнах. Умерла в 1998 году.

## Награды
- Герой Социалистического Труда
- Орден Ленина (дважды)
- Орден Трудового Красного Знамени